# Cyphocerastis
Genre
Cyphocerastis est un genre d'insectes orthoptères caelifères de la famille des Acrididae et de la sous-famille des Coptacrinae. Les espèces sont trouvées en Afrique.

## Liste des espèces
- Cyphocerastis clavareaui I. Bolívar, 1908
- Cyphocerastis elegans Ramme, 1929
- Cyphocerastis falcifera (J.A.G. Rehn, 1914)
- Cyphocerastis hopei L. Bruner, 1920
- Cyphocerastis laeta Karsch, 1891
- Cyphocerastis pulcherrima Ramme, 1929
- Cyphocerastis scheunemanni Ramme, 1929
- Cyphocerastis stipatus (F. Walker, 1870)
- Cyphocerastis tristis Karsch, 1891
- Cyphocerastis uluguruensis Johnsen, 1987